# Wuqiu
Wuqiu (también escrito Wuchiu, en Chino: 烏坵; pinyin: Wūqiū) es un grupo de islas que comprende dos islas principales, a saber, Isla Qiu Mayor e Isla Qiu Menor, localizadas en el estrecho de Taiwán. Administrativamente el municipio Wuqiu es parte del condado Quemoy (Kinmen) de la provincia de Fujian de la República de China (Taiwán). Su nombre significa "montículo negro".
La República Popular de China reclama Wuqiu como parte del Distrito Xiuyu de la prefectura de Putian en la provincia de Fujian.